# Распопов, Андрей Николаевич
Андре́й Никола́евич Распо́пов (укр. Андрій Миколайович Распопов; 25 июня 1978, Львов, Украинская ССР, СССР) — украинский футболист, защитник.

## Биография
Начинал в команде КФК «Гидролизник» из посёлка Ольшанское. Затем играл за «Николаев» и «Олимпию ФК АЭС» из Южноукраинска. В 2000 году перешёл в белорусский клуб «Днепр-Трансмаш». В 2002 перешёл в минское «Динамо». В 2004 году перешёл во львовские «Карпаты». С 2007 года по 2010 год играл за киевский «Арсенал». Дебют 15 июля 2007 в матче против донецкого «Металлурга» (1:3).